# Seria GP2
Seria GP2, GP2 – była seria wyścigów samochodowych, która zastąpiła Międzynarodową Formułę 3000. W 2017 roku została przemianowana na Formułę 2.

## Historia

### 2004
Utworzenie serii GP2 ogłoszono w styczniu 2004 r. Pomysłodawcami nowej formuły byli Bernie Ecclestone i Flavio Briatore. Seria miała zastąpić istniejącą od 1985 r. Formułę 3000, która za sprawą młodszych serii (np. World Series by Renault) traciła gwałtownie na popularności. GP2 miała pełnić podobne zadanie jak dotychczasowa F3000, czyli dostarczanie wykwalifikowanych kadr Formule 1. Różnica polegała na tym, że seria pod względem wykorzystywanych technologii, osiągów i profesjonalizmu miała być znacznie bliższa najwyższej klasie niż miało to miejsce dotychczas.
Zaprojektowania i wyprodukowania nowego samochodu podjęła się włoska firma Dallara. Podstawowym założeniem projektowym było stworzenie rozsądnej pod względem kosztów konstrukcji, która będzie stawiała wyzwania zarówno kierowcom, jak i inżynierom, przygotowując ich do życia w Formule 1. Dostawcą silników została firma Renault Sport, która zbierała wcześniej doświadczenia w najwyższej klasie. Także dostawca opon – firma Bridgestone – należał do najbardziej utytułowanych w Formule 1.
Testy nowego samochodu przeprowadzono jeszcze tego samego roku na torze Paul Ricard, a do inauguracyjnego sezonu zgłosiło się dwanaście zespołów.

### 2005
Sezon 2005 był inauguracyjnym dla serii, zastępującej zlikwidowaną Formułę 3000. Pomimo że jest to kontynuacja tej serii, nie jest tak przedstawiana. W pierwszym sezonie tytuł mistrzowski zdobył Niemiec Nico Rosberg z ART Grand Prix, co dało mu przepustkę w kierunku Formuły 1 do zespołu Williams. Drugie miejsce w klasyfikacji generalnej zajął Heikki Kovalainen, a trzecie Scott Speed. Zarówno Fin, jak i Amerykanin także dostali później szansę jazdy w Formule 1.

### 2006
W sezonie 2006 Mistrzem Serii GP2 po zaciętym sezonie został Brytyjczyk Lewis Hamilton, który walczył z Brazylijczykiem Nelsinho Piquetem. Pierwszy z nich został zatrudniony do roli kierowcy bolidu Formuły 1 w zespole McLaren i w debiutanckim sezonie został wicemistrzem, pokonując m.in. kolegę z zespołu, dwukrotnego mistrza świata, Hiszpana Fernando Alonso. Drugi przez dwa lata jeździł w zespole Renault F1 jednak nie osiągał zadowalających rezultatów i został zwolniony w połowie sezonu 2009.

### 2007
W 2007 roku triumf w serii GP2 zanotował kierowca iSport International Timo Glock, który pełnił również funkcję kierowcy testowego w zespole F1 BMW Sauber. W końcowej klasyfikacji Glock zgromadził 88 punktów co pozwoliło mu wyprzedzić Brazylijczyka Lucasa Di Grassiego (77 pkt.). Obaj tworzyli duet kierowców zespołu Formuły 1 Virgin Racing w sezonie 2010. Obecnie zespół Virgin Racing zatrudnia Timo Glocka.

### 2008
Sezon 2008 należał do Włocha Giorgio Pantano, który wygrał 4 z 20 wyścigów. Pantano został także pierwszym mistrzem GP2, który bezpośrednio po zdobyciu tytułu nie trafił do F1. Dalsze miejsca zajęli Bruno Senna, Lucas Di Grassi i Romain Grosjean. Pierwszych dwóch zadebiutuje w Formule 1 w sezonie 2010, a Grosjean zaliczył już 7 startów w zespole Renault w sezonie 2009.

### 2009
Sezon 2009 rozpoczął się od dominacji zespołu Barwa Addax. W pierwszych trzech wyścigach tego sezonu Romain Grosjean i Witalij Pietrow uzyskali aż 47 punktów. Do walki szybko włączył się jednak Nico Hulkenberg. Debiutujący w GP2 kierowca ART Grand Prix do końca sezonu zdołał wygrać 5 wyścigów, a aż dziesięciokrotnie stawał na podium. Niemiec został mistrzem zdobywając łącznie 100 punktów i wyprzedził w klasyfikacji generalnej Witalija Pietrowa o 25 punktów. Po sezonie Hulkenberg podpisał kontrakt z zespołem Williams na starty w sezonie 2010 Formuły 1, natomiast Pietrow został zatrudniony w Renault u boku Roberta Kubicy.

### 2010
Sezon 2010 należał do Wenezuelczyka Pastora Maldonado z zespołu Rapax, który wygrał 6 z 20 wyścigów i zdobył 87 punktów, o 16 więcej niż jego najgroźniejszy rywal, Meksykanin Sergio Perez z zespołu Barwa Addax, który wygrał 4 wyścigi. Trzecie miejsce zajął Francuz Jules Bianchi z zespołu ART Grand Prix. Zdobył on 52 punkty, ale nie wygrał żadnego wyścigu. Po sezonie Maldonaldo podpisał kontrakt z zespołem Williams na starty w sezonie 2011 Formuły 1, natomiast Perez został zatrudniony jako kierowca w zespole Sauber. Także dwunasty w sezonie 2010 serii GP2, Belg Jérôme d’Ambrosio, został zawodnikiem Formuły 1 i będzie startować w zespole Marussia Virgin Racing. Trzeci zawodnik GP2, Jules Bianchi, został zawodnikiem testowym zespołu Ferrari.

### 2011
Sezon 2011 należał do Francuza Romaina Grosjeana z zespołu DAMS, który wygrał 5 z 18 wyścigów i zdobył 89 punktów, o 35 więcej niż wicemistrz serii, Włocha Luca Filippi, który zabłysnął w ostatnich wyścigach sezonu startując w zespole Scuderia Coloni. Trzecie miejsce zajął kierowca testowy Ferrari – Francuz Jules Bianchi z zespołu Lotus ART. Zdobył on 53 punkty, wygrywając główny wyścig w Wielkiej Brytanii. Prócz 9 wyścigów w Europie odbyła się także nie zaliczana do punktacji runda w Abu Zabi. Po sezonie Esteban Gutiérrez, Max Chilton (4 w klasyfikacji) i Giedo van der Garde podpisali kontrakty na starty w sezonie 2013 Formuły 1.Po sezonie Charles Pic (4 w klasyfikacji) podpisał kontrakt z zespołem Marussia F1 Team na starty w sezonie 2012 Formuły 1.

### 2012
Sezon 2012 toczył się pod dyktando walki Davide Valsecchiego z zespołu DAMS oraz Luiza Razii z Arden International. Ostatecznie triumf odniósł Włoch z dorobkiem 4 zwycięstw, 2 pole position, 5 najszybszych okrążeń i 247 punktów. Razia zdobył o 25 punktów mniej, lecz dało mu to zdecydowane wicemistrzostwo serii. Trzecie miejsce zajął kierowca testowy Saubera – Meksykanin Esteban Gutiérrez z zespołu Lotus GP. Warto jednak podkreślić, że walka o trzecią lokatę toczyła się do samego końca. Brali w niej udział także Max Chilton, Giedo van der Garde i James Calado. Seria GP2 powróciła do Bahrajnu, gdzie odbyły się aż dwie rundy, a do kalendarza zawitał także Singapur. Po sezonie Esteban Gutiérrez, Max Chilton (4 w klasyfikacji) i Giedo van der Garde podpisali kontrakty na starty w sezonie 2013 Formuły 1.

### 2013
W sezonie 2013 o tytuł mistrzowski walczyło kilku kierowców, pomiędzy którymi doszło do przewrotnych wydarzeń. Po pierwszej połowie sezonu wydawało się, że o tytuł mistrzowski bój stoczą Monakijczyk Stefano Coletti i Brazylijczyk Felipe Nasr. W drugiej połowie jednak doszło do zdecydowanej zmiany układu sił – Coletti zdecydowanie opadł z formy i nie zdobył praktycznie żadnych punktów, z kolei Nasr wykazał się małą skutecznością w zdobywaniu punktów, głównie za sprawą błędów taktycznych jego zespołu. Sytuację tę wykorzystali Fabio Leimer, który liderował na początku sezonu oraz Sam Bird i to oni ostatecznie rozegrali między sobą losy tytułu. Ostatecznie mistrzem został Szwajcar. Trzecie miejsce w klasyfikacji generalnej zapewnił sobie dzięki skutecznemu weekendu w Abu Zabi i problemom Brazylijczyka kierowca testowy zespołu Force India w Formule 1 – James Calado. Wśród zespołów niespodziankę sprawił debiutujący w serii Russian Time, który do ostatniej chwili walczył z brytyjską ekipą Carlin. Ostatecznie oba zespoły miały równą liczbę punktów i o mistrzostwie decydowała liczba zwycięstw, których więcej, dzięki Birdowi miał Russian Time. Trzecie miejsce zajęła hiszpańska ekipa Racing Engineering.

### 2014
Głównymi rywalami w walce o tytuł okazali się Brytyjczyk Jolyon Palmer z DAMS oraz Brazylijczyk Felipe Nasr z Carlina. Ostatecznie wygrał Palmer, a wszystko za sprawą bardziej konsekwentnej jeździe i lepszej formie jego zespołu w stosunku do rywala. Tytuł przypieczętował mistrzostwo w przedostatniej rundzie w Rosji. Jednak to Brazylijczyk zapewnił sobie posadę w Formule 1, gdzie podpisał kontrakt z Sauberem. Znakomity debiut w serii odnotował Belg Stoffel Vandoorne z ART Grand Prix, który już w inauguracyjnym wyścigu sezonu w Bahrajnie sięgnął po wygraną. Ostatecznie zabrakło mu doświadczenia do podjęcia walki o mistrzostwo z dużo bardziej doświadczonymi rywalami. Wśród konstruktorów po raz drugi najlepszą okazała się francuska ekipa DAMS.

### 2015
Doświadczenie zebrane w poprzednim sezonie sprawiło, że Stoffel okazał się bezkonkurencyjny i tytuł mistrzowski zapewnił sobie na dwie rundy przed zakończeniem zmagań. Belg aż 16 z 21 wyścigów kończył na podium, z czego siedmiokrotnie na najwyższym stopniu. Zwycięstwa są tym bardziej imponujące, iż uzyskane w sobotniej rywalizacji. W klasyfikacji generalnej uzyskał imponującą pulę 341,5 punktu. Jego zespół, francuska stajnia ART Grand Prix, po raz czwarty w historii serii wygrała klasyfikację zespołów. Partnerem Vandoorne’a był Japończyk Nobuharu Matsushita. Wicemistrzostwo przypadło Amerykaninowi Alexandrowi Rossiemu z zespołu Racing Engineering, który przez większa część sezonu stanowił drugą siłę w stawce. Walka o trzecią lokatę była dużo bardziej zacięta. Wygrał ją ostatecznie debiutant z Rosji, Siergiej Sirotkin (Rapax Team), który pokonał Indonezyjczyka Rio Haryanto (Campos Racing) i Nowozelandczyka Mitcha Evansa (Russian Time). Warto odnotować, że na kolejnych pozycjach sklasyfikowani zostali trzej kierowcy z tą samą liczbą 110 punktów. Byli to kierowcy DAMS – Brytyjczyk Alex Lynn i Francuz Pierre Gasly – oraz Włoch Raffaele Marciello z Trident Racing.

### 2016
Sezon przebiegał pod znakiem walki dwóch kierowców zespołu Prema Racing: Pierre’a Gasly i Antonio Giovinazziego. Mimo że włoska ekipa pojawiła się pierwszy raz w historii w stawce GP2, już w Baku odniosła pierwsze zwycięstwa, których odniosła łącznie dziewięć w przeciągu sezonu. Ostatecznie Prema Racing wywalczyła tytuł mistrzowski z przewagą 172 punktów nad Racing Engineering. Mistrzostwo w klasyfikacji kierowców zdobył Francuz Pierre Gasly, dzięki zwycięstwu w głównym wyścigu w Abu Zabi, pokonujać o osiem punktów Antonio Giovinazziego. Trzecie miejsce w klasyfikacji kierowców zdobył Rosjanin Siergiej Sirotkin, powtarzając sukces z poprzedniego sezonu. Pokonał on Włocha Raffaele Marciello tylko większą liczbą zwycięstw – obaj kierowcy mieli tyle samo punktów.

## Samochody

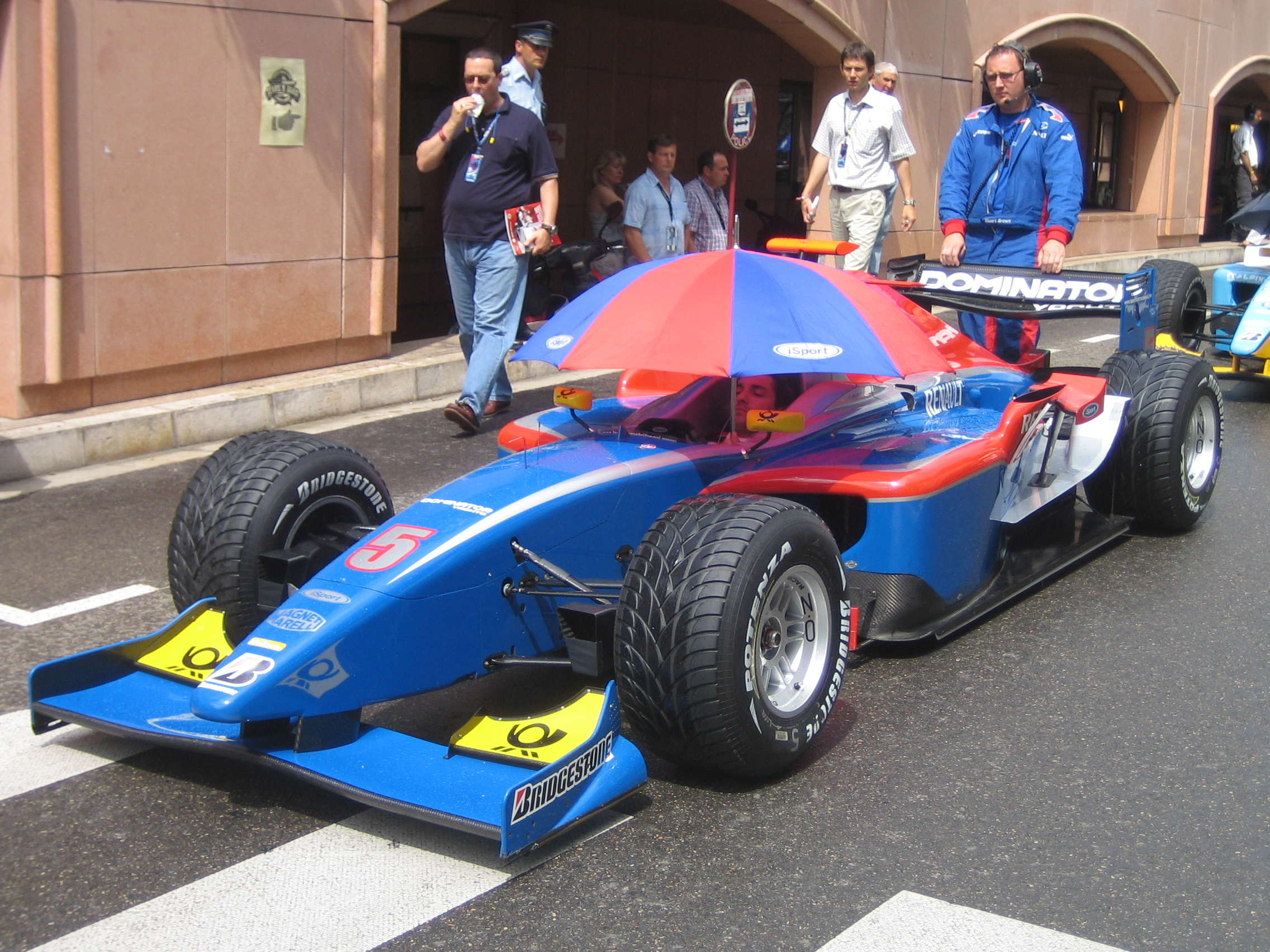
Timo Glock przed wyścigiem na torze w Monako w 2007 roku

Samochód firmy Dallara zbudowany był z włókien węglowych i spełniał wszelkie normy bezpieczeństwa FIA stosowane w Formule 1. W celu zwiększenia przyczepności samochód generował tzw. efekt przyziemny.
Układy elektroniczne dostarczane były przez firmę Magneti Marelli, która jest także popularna wśród zespołów F1. W samochodzie nie zastosowano jednak takich technologii jak kontrola trakcji i kontrola startu.
Sercem samochodu był 4-litrowy silnik Renault w układzie V8. Jest to jednostka wolnossąca o mocy ok. 580 koni mechanicznych – jest to około 75% mocy współczesnych samochodów Formuły 1. W przypadku przepustnicy wykorzystano technologię Fly-by-wire, która wyeliminowała połączenia mechaniczne. Zgodnie z przepisami odbudowa silnika następuje po przejechaniu 4000 km.
W GP2 używało się półautomatycznej sekwencyjnej skrzyni biegów. Budową nie odbiega znacznie od standardów Formuły 1, nawet biegi zmieniane są poprzez, wzorowane na rozwiązaniach z „królewskiej serii”, łopatki przy kierownicy.
Wydech samochodu zbudowany był w technologii 8 w 1, tarcze hamulcowe stworzone są z wysokiej jakości włókna węglowego i dlatego nie zużywają się szybko, spełniając jednocześnie normy bezpieczeństwa FIA.
Dostarczane przez Bridgestone opony Potenza były początkowo rowkowane. Od sezonu 2006 zdecydowano się jednak na opony typu slick. Podobnie jak w innych klasach wyścigów samochodowych istnieją wersje opon dostosowane do różnych warunków pogodowych.

### Dallara-Renault GP2/05
Bolid używamy w latach 2005–2007 (Europejska seria) i 2008 (Azjatycka seria). Jego wolnossący silnik dysponował mocą ok. 580 koni mechanicznych, zmiana biegów odbywała się przy kierownicy za pomocą łopatek. Elektronikę dostarczała firma Magneti Marelli, a opony typu slick firma Bridgestone, która była oficjalnym dostawcą opon do Formuły 1 do 2010 roku.
| Nadwozie            | Dallara                             |
| ------------------- | ----------------------------------- |
| Silnik              | Renault V8                          |
| Pojemność           | 4000 cm³                            |
| Moc                 | ok. 580 KM                          |
| Zmiana biegów       | Łopatkami przy kierownicy           |
| Elektronika         | Magneti Marelli                     |
| Hamulce             | Tarcze i klocki z włókien węglowych |
| Opony               | Bridgestone Potenza*                |
| Waga                | 585 kg                              |
| Osiągi              | –                                   |
| 0–100 km/h          | 2,95 sekundy                        |
| 0–200 km/h          | 6,70 sekundy                        |
| Maks. prędkość      | 320 km/h**                          |
| Maks. hamowanie     | 3,2 G                               |
| Przeciążenie boczne | 3,3 G                               |

Legenda:
* – specyfikacja GP2
** – specyfikacja na GP Włoch (tor Monza)

### Osiągi
Samochód przyspiesza od 0 do 100 km/h w 2,95 s i 0 do 200 km/h w 6,7 sekundy, a jego prędkość maksymalna to 320 km/h. Ze wszystkich serii wyścigowych odbywających się w Europie, bolidy GP2 osiągami ustępują jedynie tym z Formuły 1, na których są wzorowane.

## Wyścigi
Weekend serii GP2 rozpoczyna się w piątek od 30-minutowej sesji treningowej i 30-minutowej sesji kwalifikacyjnej. Kwalifikacje decydują o kolejności na starcie do sobotniego wyścigu, który odbywa się na dystansie 170 km, lecz nie może trwać dłużej niż 1 godzina. Kierowcy muszą obowiązkowo zjechać na przynajmniej jeden pit stop i zmienić co najmniej dwie opony.
W niedziele (z wyjątkiem Monako, w którym rozgrywany jest jedynie wyścig sobotni) rozgrywany jest tzw. „sprint” – wyścig na dystansie 120 km, trwający co najwyżej 45 minut. Kolejność startowa określana jest na podstawie wyników pierwszego wyścigu ze zmienioną kolejnością pierwszej ósemki – ósmy kierowca w pierwszym wyścigu startuje z pierwszego pola.

### System punktacji
Punktacja w latach 2012–2016:
- Wygrana w kwalifikacjach (pole position do sobotniego wyścigu): 4 punkty
- Punktacja w pierwszym wyścigu (Sobota): 25-18-15-12-10-8-6-4-2-1 (dziesięć pierwszych pozycji)
- Punktacja w drugim wyścigu (Niedziela): 15-12-10-8-6-4-2-1 (osiem pierwszych pozycji)
- Najszybsze okrążenie: 2 punkty (w każdym wyścigu; kierowca musi przejechać przynajmniej 90% dystansu, aby otrzymać punkt, a także znaleźć się w pierwszej 10 i wystartować do wyścigu z wyznaczonego pola startowego)

Punktacja do 2011 r.:
- Wygrana w kwalifikacjach (pole position do sobotniego wyścigu): 2 punkty
- Punktacja w pierwszym wyścigu (Sobota): 10-8-6-5-4-3-2-1 (osiem pierwszych pozycji)
- Punktacja w drugim wyścigu (Niedziela): 6-5-4-3-2-1 (sześć pierwszych pozycji)
- Najszybsze okrążenie: 1 punkt (w każdym wyścigu; kierowca musi przejechać przynajmniej 90% dystansu, aby otrzymać punkt, a także znaleźć się w pierwszej 10 i wystartować do wyścigu z wyznaczonego pola startowego)

## Mistrzowie
| Sezon | Kierowca                             | Zespół               |
| ----- | ------------------------------------ | -------------------- |
| 2005  | Nico Rosberg (ART Grand Prix)        | ART Grand Prix       |
| 2006  | Lewis Hamilton (ART Grand Prix)      | ART Grand Prix       |
| 2007  | Timo Glock (iSport International)    | iSport International |
| 2008  | Giorgio Pantano (Racing Engineering) | Campos International |
| 2009  | Nico Hülkenberg (ART Grand Prix)     | ART Grand Prix       |
| 2010  | Pastor Maldonado (Rapax Team)        | Rapax Team           |
| 2011  | Romain Grosjean (DAMS)               | Barwa Addax Team     |
| 2012  | Davide Valsecchi (DAMS)              | DAMS                 |
| 2013  | Fabio Leimer (Racing Engineering)    | Russian Time         |
| 2014  | Jolyon Palmer (DAMS)                 | DAMS                 |
| 2015  | Stoffel Vandoorne (ART Grand Prix)   | ART Grand Prix       |
| 2016  | Pierre Gasly (Prema Racing)          | Prema Racing         |